# خورشیدگرفتگی ۱۰ تیر ۱۳۹۰

خورشیدگرفتگی ۱۰ تیر ۱۳۹۰. بصورت جزئی و از ایران قابل مشاهده نبود.

خورشید گرفتگی ۱۰ تیر ۱۳۹۰ (مصادف با ۱ ژوئیهٔ ۲۰۱۱) سومین خورشید گرفتگی جزئی سال ۲۰۱۱ بود.
این خورگرفت در روی زمین فقط از سواحل شمالی قاره قطب جنوب و جنوب غربی محل تلاقی اقیانوس هند و اقیانوس اطلس در جنوب آفریقا قابل مشاهده‌است. این خورشید گرفتگی اولین عضو دورهٔ ۱۵۶ ساروس است و درست یک ماه پس از خورشید گرفتگی ۱ ژوئن ۲۰۱۱ رخ می‌دهد.